# 兵庫県立三木北高等学校
兵庫県立三木北高等学校（ひょうごけんりつ みききたこうとうがっこう）は、兵庫県三木市志染町青山にある県立高等学校。略称は北高（きたこう）。三木市内では一番新しい高等学校である。
2025年度より、兵庫県立三木東高等学校及び兵庫県立吉川高等学校と統合し、兵庫県立三木総合高等学校（仮称）となることが発表されている。発表は2022年（令和4年）7月14日に兵庫県教育委員会より。11月17日には、旧三木東高の校地に統合校が設置されることが決定した。

## 概要

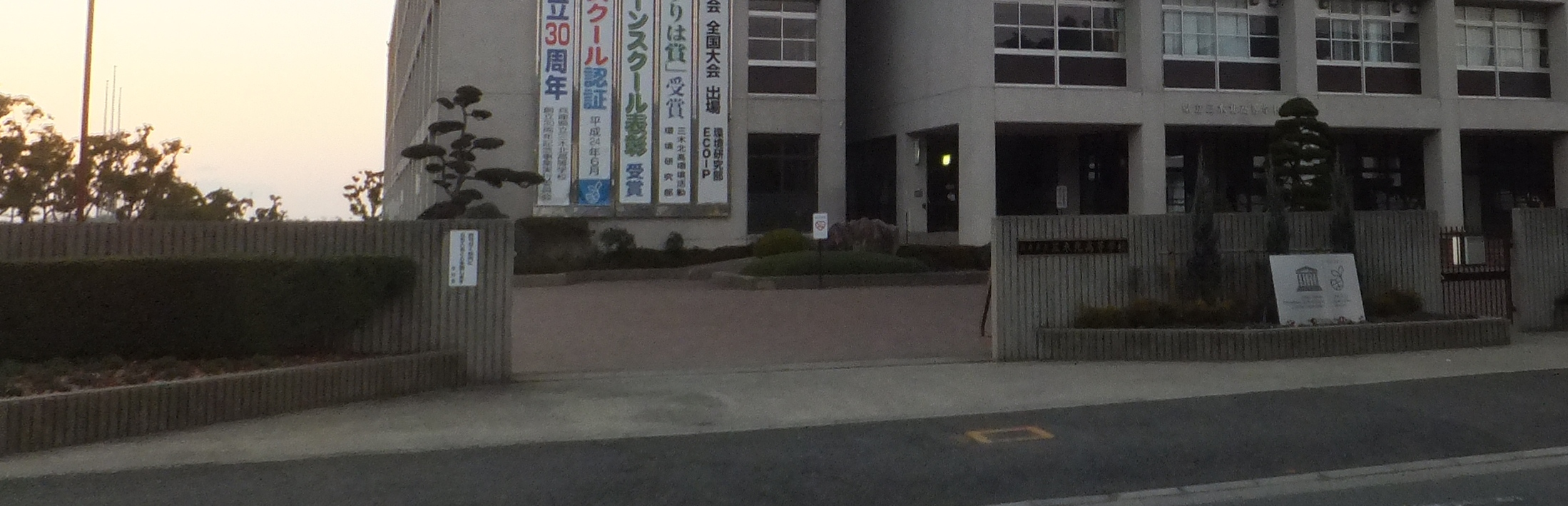
校門

第3学区に所属しているが、神戸市の西区、北区の中学校からでも受験する事ができる。校訓は「立志」「自学」「自律」「共生」。毎年、6月に「青志祭」と呼ばれる学校祭が行われる。また校名に反し、三木市内の高等学校で最南端にあたる。2021年度には1学級減となり、定員は120名（3学級）となったが、それでも定員数を満たせず定員割れを起こし、2021年度の新入生は106名であった。

## 沿革
- 1983年（昭和58年） - 兵庫県立三木北高等学校が設置。
- 1986年（昭和61年） - 理数コースが設置。
- 1995年（平成7年） - 2学期制を導入。
- 2003年（平成15年） - 理数コースがサイエンスキャリアコースへと改編。
- 2005年（平成17年） - 3学期制へ再び変更。
- 2008年（平成20年） - 26回生を最後にサイエンスキャリアコースがなくなる。
- 2010年（平成22年） - 人と環境類型設置。
- 2011年（平成23年） - あしなが育英会のテレビCMのロケーション撮影地に選ばれる。普通教室と多目的ホールにエアコン設置。
- 2021年（令和3年） - 普通科1学級減。
- 2022年（令和4年）7月14日 - 兵庫県立三木東高等学校と兵庫県立吉川高等学校との統合が発表される[1]。
- 2022年（令和4年）11月17日 - 2025年度に開校する統合校は兵庫県立三木東高等学校の校地を使用することが決定[2]。

## 課程
- 全日制
  - 普通科
  - 人と環境類型

## 部活動
2022年現在、運動部11部、文化部6部がクラブ活動しているが、生徒数の減少とともに活動も縮小傾向である。かつて野球部が2008年秋季大会ベスト4に進出して第81回選抜高等学校野球大会の21世紀枠候補校に推薦された。

### 体育部
- 野球部
- サッカー部
- 陸上競技部
- テニス部
- 水泳部
- バレーボール部
- バスケットボール部
- 卓球部
- 剣道部(令和4年度末で廃部)
- 空手道部

### 文化部
- 吹奏楽部
- 音楽部
- 自然科学・環境研究部
- 家庭研究部
- 茶華書道部
- パソコン研究部(令和4年度末で廃部)

## 周辺施設
- 三木市立三木特別支援学校
- 三木市立緑が丘東小学校
- 三木市立緑が丘中学校
- 三木青山郵便局
- 三木市立青山図書館
- イオン三木青山店

## 卒業生
- 山崎真 - ピアニスト
- 奥嶋ひろまさ - 漫画家（15回生）
- 大坪隆誠 - 陸上長距離選手

## 最寄駅
- 神戸電鉄粟生線緑が丘駅 徒歩25分
- 神姫ゾーンバス、みっきぃバスで三木北高校前下車すぐ
- 神戸電鉄粟生線広野ゴルフ場前駅 徒歩20分